# Strukturelle Kopplung

„Strukturelle Kopplung“ zwischen drei ausgewählten Systemen

Unter struktureller Kopplung versteht der Wissenschaftstheoretiker und Soziologe Niklas Luhmann in seiner funktional-strukturalistischen Systemtheorie die nicht-ontologische Beziehung zwischen Systemen.

## Näheres
Nach Luhmann sind soziale Systeme operativ geschlossen und kognitiv offen. Die operative Geschlossenheit ist die Voraussetzung für die kognitive Öffnung. Diese kognitive Öffnung ermöglicht wiederum die strukturelle Kopplung. Diese Konzeption der strukturellen Kopplung übernimmt Luhmann von Humberto Maturana, der darauf aufmerksam macht, dass Nervensysteme keinen direkten Umweltkontakt haben, sondern immer nur auf ihre eigenen Prozesse zurückgreifen können. Alle Elemente, aus denen soziale Systeme bestehen (Kommunikation), erzeugen ‚sie selbst‘.
Psychische Systeme erzeugen Gedanken (als Ereignisse, die operativ gehandhabt werden), physische Systeme (etwa Menschen) können aber von sich aus nicht „kommunizieren“. Soziale Systeme hingegen erzeugen Kommunikationen (als Ereignisse, die operativ gehandhabt werden), können jedoch nicht denken. Deshalb gehören nach Luhmann psychische Systeme zur „Umwelt“ sozialer Systeme (und umgekehrt). Soziale Systeme (Interaktionen, Organisationen und Funktionssysteme wie Wissenschaft, Wirtschaft, Politik, Recht, Kunst, Erziehung und dergleichen) sind mit psychischen Systemen durch Sprache (die selbst kein „System“ ist) strukturell gekoppelt.
„Strukturelle Kopplung“ löst das Problem, dass selbstreferentielle (autopoietische) Systeme nicht in ihrer Umwelt, also auch nicht innerhalb anderer Systeme operieren können, dennoch aber scheinbar aufeinander abgestimmte Entwicklungen zu beobachten sind. Nach Luhmann können diese gegenseitige Abstimmungen unterschiedlicher Systeme nicht Ergebnis von Durchgriffskausalitäten sein, wozu die Systeme außerhalb ihres (die System-Umwelt-Grenze konstituierenden) „Codes“ operieren müssten, was sie nach Luhmanns Definition gerade nicht können.
„Strukturelle Kopplung“ zwischen Systemen und ihrer Umwelt entsteht dann, wenn das jeweilige System Erwartungsstrukturen aufbaut, die es für bestimmte Irritationen sensibler macht. So kann das politische System beispielsweise alle Informationen im Medium „Geld“ (Code: „Zahlung|Nichtzahlung“, wirtschaftliches System) zwar nicht beobachten (‚lesen‘), weil sein Code der von „Regierung|Opposition“ (= Nichtregierung) (also „Macht“) ist. Aber es kann sich Aggregierungsdaten schaffen (wie das BSP, die Steuerquote oder das Staatsdefizit), wodurch es irritiert (sensibilisiert) wird. Hohes Staatsdefizit wird dann als „macht“-relevant registriert, die Irritation also im systemeigenen Code in Information umgesetzt. Diese Vorgänge erzeugen structural drift, also eine differenzierende Entwicklung verschiedener Systeme, die so aussieht, als hätten gegenseitige Eingriffe stattgefunden.

## Beispiel
Oliver Jahraus (2001) beschreibt die „strukturelle Kopplung“ von Bewusstsein (psychisches System) und Kommunikation (soziales System) mit der Metapher zweier nebeneinander gestellter Uhren, die so ausgestattet sind, dass jede für sich nur dann tickt, wenn sie mittels eines Sensors ein Ticken der anderen Uhr registriert.

### Luhmann
- Wie ist Bewusstsein an Kommunikation beteiligt? In: Soziologische Aufklärung, Bd. 6, S. 37–54.
- Die Wissenschaft der Gesellschaft, S. 29 ff, S. 38 ff, S. 163 ff (1990)
- Operational Closure and Structural Coupling (1992)
- Die Gesellschaft der Gesellschaft, S. 92 ff, S. 100 ff, S. 779 ff (1997)
- Die Politik der Gesellschaft, Kapitel 10 (2000)

### Humberto R. Maturana
- Erkennen: Die Organisation und Verkörperung von Wirklichkeit. Ausgewählte Arbeiten zur biologischen Epistemologie, Braunschweig (1982), S. 143 ff., 150 ff., 243 f. und 251 f.

## Erläuterungen
1. ↑  Es ist das erkenntnistheoretische Problem, das durch Luhmanns Nähe zu Leibniz „Monaden“-Lehre entsteht.